# Moldavië op het Eurovisiesongfestival 2020
Moldavië zou deelnemen aan het Eurovisiesongfestival 2020 in Rotterdam, Nederland. Het zou de 16de deelname van het land aan het Eurovisiesongfestival geweest zijn. TRM was verantwoordelijk voor de Moldavische bijdrage voor de editie van 2020.

## Selectieprocedure
Op 27 december 2019 maakte de Moldavische staatsomroep bekend te zullen deelnemen aan de volgende editie van het Eurovisiesongfestival. Geïnteresseerden kregen tot en met 17 januari 2020 de tijd om een inzending in te sturen. De inzendingen werden vervolgens beoordeeld door een vakjury, die TRM aanraadde om een nationale finale te organiseren voor twintig finalisten.
De nationale finale vond plaats op 29 februari 2020. Geta Burlacu besliste net voor aanvang van de finale om zich terug te trekken uit competitie. Tijdens de nationale finale werden de punten evenwaardig verdeeld door een vakjury en door het publiek via televoting. In geval van een gelijkstand zou de favoriet van de vakjury winnen. Uiteindelijk ging de overwinning naar Natalia Gordienko met Prison.

## O Melodie Pentru Europa 2020
29 februari 2020
| Plaats | Artiest                               | Lied                      | Jury | Publiek | Totaal |
| ------ | ------------------------------------- | ------------------------- | ---- | ------- | ------ |
| 1      | Natalia Gordienko                     | Prison                    | 12   | 12      | 24     |
| 2      | Pasha Parfeny                         | My wine                   | 10   | 10      | 20     |
| 3      | Maxim Zavidia                         | Take control              | 8    | 7       | 15     |
| 4      | Catarina Sandu                        | Die for you               | 4    | 8       | 12     |
| 5      | Valeria Pașa                          | It's time                 | 3    | 5       | 8      |
| 6      | Diana Rotaru                          | Dale dale                 | 7    | 0       | 7      |
| 7      | Lavinia Rusu                          | Touch                     | 6    | 0       | 0      |
| 8      | Lanjeron                              | Hi five                   | 5    | 1       | 6      |
| 9      | Valentin Uzun & Irina Kovalsky        | Moldovița                 | 0    | 6       | 6      |
| 10     | Petronela Donciu & Andreea Portărescu | We will be legends        | 1    | 3       | 4      |
| 11     | Dima Jelezoglo                        | Do it slow                | 3    | 0       | 3      |
| 12     | Live Beat Orchestra                   | Love me now               | 2    | 0       | 2      |
| 13     | Julia Ilienko feat. Mishel Dar        | Tears                     | 0    | 2       | 2      |
| 14     | Irina Kit                             | Chain reaction            | 0    | 0       | 0      |
| 15     | Alexandru Cibotaru                    | Cine te-a facut să plângi | 0    | 0       | 0      |
| 16     | Denis Midone                          | Like a champion           | 0    | 0       | 0      |
| 17     | Maria Ciolac                          | Our home                  | 0    | 0       | 0      |
| 18     | Viorela Moraru                        | Remedy                    | 0    | 0       | 0      |
| 19     | Sasha Letty                           | Summer of love            | 0    | 0       | 0      |

## In Rotterdam
Moldavië zou aantreden in de eerste helft van de tweede halve finale, op donderdag 14 mei 2020. Het Eurovisiesongfestival 2020 werd evenwel geannuleerd vanwege de COVID-19-pandemie.
2005 · 2006 · 2007 · 2008 · 2009 · 2010 · 2011 · 2012 · 2013 · 2014 · 2015 · 2016 · 2017 · 2018 · 2019 · 2020 · 2021 · 2022 · 2023 · 2024 · 2025
Albanië · Armenië · Australië · Azerbeidzjan · België · Bulgarije · Cyprus · Denemarken · Duitsland · Estland · Finland · Frankrijk · Georgië · Griekenland · Ierland · IJsland · Israël · Italië · Kroatië · Letland · Litouwen · Malta · Moldavië · Nederland · Noord-Macedonië · Noorwegen · Oekraïne · Oostenrijk · Polen · Portugal · Roemenië · Rusland · San Marino · Servië · Slovenië · Spanje · Tsjechië · Verenigd Koninkrijk · Wit-Rusland · Zweden · Zwitserland